# Emil Brix
Emil Brix, avstrijski diplomat in zgodovinar, * 16. december 1956, Dunaj.

## Življenje
Emil Brix je študiral anglistiko in zgodovino na Dunajski Univerzi. Od leta 1982 naprej je zaposlen v diplomatski službi republike Avstrije. Od leta 1984 do 1986 je delal kot klubski tajnik v parlamentskem klubu ÖVP, od leta 1986 do 1989 pa na uradu ministrstva zveznega ministerja za gospodarstvo in raziskovanje, Hans Tuppy.
Od leta 1990 do 1995 je bil generalni konzul v Krakovi, od leta 1995 do 1999 direktor Avstrijskega kulturnega zavoda v Londonu. Do začetka leta 2010 je bil vodja kulturno politične sekcije v zveznem ministrstvu za evropske in mednarodne zadeve. Od aprila 2010 do januarja 2015 je Emil Brix deloval kot Avstrijski veleposlanik v Londonu. 19. januarja 2015 je postal Avstrijski veleposlanik v Moskvi. 
Emil Brix je namestniški predsednik zavoda za Podonavje in srednjo Evropo.

## Priznanja
26. januarja 2009 ga je Poljski minister za kulturo in nacionalno dediščino, Bogdan Zdrojewski, odlikoval z Gloria-Artis-medaljo za kulturne zasluge v galeriji mednarodnega kulturnega središča v Krakovi. Medalja je najvišje poljsko priznanje, podeljeno posebnim osebnostim, ki so si prizadevale za poljsko kulturo na umetnostnem področju ali za ohranitev kulturne dediščine. Emil Brix je zunanji član Poljske akademije v Krakovi.